# Papradiste
Papradiste (maced. Папрадиште, alb. Papradishti) – wieś w Macedonii Północnej, administracyjnie należy do gminy Osłomej.
Skład etniczny (2002):
- Albańczycy – 74
- pozostali – 1